# Хирлинген
Хирлинген (нем. Hirrlingen) — община в Германии, в земле Баден-Вюртемберг. 
Подчиняется административному округу Тюбинген. Входит в состав района Тюбинген.  Население составляет 2942 человека (на 31 декабря 2010 года). Занимает площадь 12,81 км².